# شریفه لونا
شریفه لونا(به فرانسوی: Sheryfa Luna) (زاده ۲۵ ژانویه ۱۹۸۹ با نام اصلی «شریفه بابوش») خواننده دورگهٔ فرانسوی با پدری الجزایری و مادری اهل فرانسه است.
او برنده چهارمین دورهٔ رئالیتی شو (معادل فرانسوی «ستارگان پاپ») در اکتبر ۲۰۰۷ شد. آلبوم وی که به نام خودش شناخته می‌شود، در فرانسه رتبهٔ سه فروش را به دست آورد. آلبوم دوم او نیز اواخر ۲۰۰۸ منتشر شد. او شش تک ترانه را نیز به نام‌های «یک جای دیگر»، «او گفتنی‌ها داشت» و «این‌جا و آن‌جا» (این یکی در مارس ۲۰۰۸ منتشر شده‌است)، «چه مدت»، «اگر تو بیش از این آنجا نبودی» و «کسی که دوستش دارند» را به بازارهای فرانسه و جهان عرضه کرده‌است.

## زندگی‌نامه
شریفه لونا لقبی است که شریفا بابوش به عنوان خواننده به خود اختصاص داده‌است. او در ۲۵ ژانویهٔ سال ۱۹۸۹ از پدری الجزایری و مادری فرانسوی، در خانواده‌ای پرجمعیت و متخصص در رشتهٔ موسیقی متولد شد. از هشت خواهر و بردر او، شش نفر آن‌ها به خوانندگی و موسیقی روی آورده‌اند. کودکی خود را در شهر اوروکس در شمال فرانسه گذراند. سال‌ها بعد با اصرار برادرانش، شریفا نام خود را در کلاس‌ها و مسابقات چهارمین دورهٔ «ستارگانٔ پاپ» نوشت، جایی که از او به عنوان «دیامز کوچک» (دیامز رپر معروف فرانسوی ست) یاد می‌کنند. سرانجام در اکتبر ۲۰۰۷ برندهٔ جایزهٔ رئالیتی شو شد و بلافاصله اولین آلبوم خود را روانهٔ بازار کرد.
درست در روزی که جایزه را دریافت کرد، ۲۶ اکتبر ۲۰۰۷، تستی برای تأیید سلامت او گرفته شد، در آن زمان بود که او متوجه شد که تا شش ماه دیگر فرزندی به دنیا خواهد آورد. او بعدها از این اتفاق ابراز ناراحتی کرد. شریفا فرزندش را در پنجم فوریهٔ ۲۰۰۸ به دنیا آورد، پسری که نام‌اش را «ونوس جونیور» گذاشت.
در این زمان بود که او نخستین آلبوم خود، «مرا دوست دارد(Aime Moi)»، را روانهٔ بازار کرد. پس از آن تا ژانویهٔ سال ۲۰۰۸ سه ویدئو کلیپ به نام‌های «مکانی دیگر (Quelque Part)»، «او گفتنی‌هایی داشت (Il Avait Les Mots)» و «این جا و آنجا(D'ici et D'Ailleurs)» ساخت.
در روز ۱۴ فوریهٔ ۲۰۰۸، زمانی که تقریباً در میان فرانسویان کاملاً شناخته شده بود و در حال برنامه‌ریزی برای تک‌آهنگ مشترک خود با متیو ادوارد بود، فرزندش ونوس جونیور را به دنیا آورد.
سرانجام در ژوئیه نیز چهارمین ویدئو کلیپ او، «چه مدت (Comme Avant)»، که با همراهی متیو ادوارد به اجرای عموم در آورد.
او سرانجام در اولین روز دسامبر ۲۰۰۸ دومین آلبوم خود، ونوس، نام پسرش، را برای طرفدارانش عرضه کرد، در حالی که چند روز قبل از به بازار آمدن این آلبوم، طرفدارانش را به وسیلهٔ ایمیلی از ویدئوی جدید خود مطلع کرد و طرفداران او چند روزی قبل از دیگران ویدئو را به صورت مستقیم از اینترنت تماشا کردند. به خاطر ویدئویش با متیو ادوارد و آلبوم اولش در سال ۲۰۰۷، نام او هم‌اکنون در دو لیست مسابقات NRJ قرار گرفته‌است.

## آلبوم‌ها و آهنگ‌ها

### آلبوم
| ۲۰۰۷ | شریفا لونا (آلبوم) - اولین آلبوم - تاریخ انتشار: ۱۹ نوامبر ۲۰۰۷     | ۳ |
| ۲۰۱۰ | ونوس (آلبوم) - دومین آلبوم - تاریخ انتشار: ۱ دسامبر ۲۰۰۸            | ؟ |
| ۲۰۰۸ | اگر مرا ببینی (آلبوم) - سومین آلبوم - تاریخ انتشار: ۱۳ سپتامبر ۲۰۱۰ | ؟ |

### موزیک ویدیوها
| ۲۰۰۷ | «مکانی دیگر»          | ۱                                           | شریفا لونا (آلبوم)             |                    |              |                    |                           |
| ۲۰۰۸ | «او گفتنی‌هایی داشت»   | ۱                                           | شریفا لونا (آلبوم)             | شریفا لونا (آلبوم) |              |                    |                           |
| ۲۰۰۸ | ۲۰۰۸                  | «از این جا تا هرجای دیگر (یا اینجا و آنجا)» | شریفا لونا (آلبوم)             | شریفا لونا (آلبوم) | ۱۳           | شریفا لونا (آلبوم) |                           |
| ۲۰۰۸ | ۲۰۰۸                  | ۲۰۰۸                                        | «چه مدت»                       | شریفا لونا (آلبوم) | ۶            | شریفا لونا (آلبوم) | بین من و تو (متیو ادوارد) |
| ۲۰۰۸ | ۲۰۰۸                  | ۲۰۰۸                                        | «اگر تو بیش از این آنجا نبودی» | ۲۵                 | ونوس (آلبوم) | شریفا لونا (آلبوم) |                           |
| ۲۰۰۸ | «چیزی که دوستش دارند» | ۲۰۰۸                                        | ؟                              | ونوس (آلبوم)       |              |                    |                           |